# (1304) Arosa
(1304) Arosa est un astéroïde de la ceinture principale découvert le 21 mai 1928 par l'astronome allemand Karl Wilhelm Reinmuth. Le lieu de découverte est Heidelberg (024). Il fut nommé d'après la station suisse Arosa. Sa désignation provisoire était 1928 KC.